# 極東電視台
株式会社極東電視台（きょくとうでんしだい、英称：The Far Eastern TV Entertainment, Inc.）は、主にテレビ番組の制作およびWeb配信番組や企業VP、動画配信サービス、iPhoneアプリなどの制作を行っている日本の制作会社である。前の企業名は『モンドラナ』である。1999年2月設立。
2023年10月1日付で、アミューズが66%の株式を取得し、極東電視台はアミューズの連結子会社となった。

## 所在地
- 本社/制作本部 - 〒107-0052 東京都港区赤坂7-10-17　フォンテ赤坂ビル2F
- 名古屋制作部 - 〒461-0004 名古屋市東区葵3-19-3　ランドハウスチクサステーション101
- 東京車両部 - 〒123-0862 東京都足立区皿沼2-13-13　コンビニエンスオフィス栄昌102号
- LA本社 - 5670 Wilshire Blvd., 18th Floor, Los Angeles, CA 90036-3854, U.S.A.

### かつての所在地
- 本社 - 〒141-0032 東京都品川区大崎5-10-14　テクノスビル2,3F
- 本社 - 〒107-0052 東京都港区赤坂7-9-3　赤坂三真ビル3,4F

## 役員
- 代表取締役社長 : 中村昌哉
- 取締役 : 橋口洋之、首藤光典、清水謙一、久保田 英夫、服部紳一
- 執行役員 : 坂本真起子、中野 徹次郎
- 北米担当執行役員：石橋朋子
- 中華圏担当執行役員：華 晨希
- 執行役員：渡辺 学
- 映画・ドラマ担当執行役員：榊田茂樹

## 制作本部
元々は映像制作部だったが、2010年4月に制作本部となって、2014年2月には第一制作部〜第五制作部、名古屋制作部、構成作家部、国際事業部、さらに新設となったクリエイティブセンターなども含め9つに分かれた部署で事業を行う。

### 所属スタッフ
プロデューサー
- 中村昌哉（代表取締役）
- 西崎修一
- 中附智貴
- 今泉昌子
- 河野安治
- 加藤正和
- 牛山亜紀子
- 磯見美佐子
- 飯田知佳
- 森川千理
- 安田友里
- 円城寺剛
- 三田村奈緒子
- 川島道子

総合演出（チーフディレクター）
- 橋口洋之
- 首藤光典
- 中野テツジロ
- 立澤哲也
- 栗原憲也
- 相田貴史
- 千葉博史
- 宮本将孝

ディレクター
- 山井貴超
- 酒井甚哉
- 大場剛
- 我妻哲也
- 及川桂一
- 佐藤稔久
- 内田潔
- 徳江雄一
- 尾籠美佳
- 鈴木大二郎
- 円城寺健一
- 藤巻聖
- 大矢啓太
- 山際梨紗
- 田場亮耶
- 永井純平
- 新目美菜海
- 長谷川美典
- 中野栞里
- 芝隆一
- 河原一貴
- 古山洋輔
- 北條学
- 樋口明日香
- 田口純平
- 鶴田彩奈恵
- 岸秀徳
- 米山敦也
- 細川雄大
- 加藤光一郎

AP
- 中村恵
- 福田由香理
- 桑原美幸
- 高橋久直
- 一楽千恵
- 古庄裕
- 中野静香
- 神野友里
- 名古屋宏明

#### AD
- 久保田葵
- 吉川真央
- 上野拓真
- 山田健太郎
- 任治訴
- 土屋友貴
- 曽部智弘
- 石橋迪与
- 鈴木あかね
- 藤平田茉里
- 倉光佑弥
- 岩本在斗

## 主な制作・スタッフ派遣協力番組
太字は現在放送中。※印は制作・スタッフ派遣協力だがエンドロールでのクレジット表示なし。☆印は名古屋制作部のみ担当。

## 事業本部
2005年8月にロケーション部という事業を開始。2010年4月から事業本部となって、ロケーション事業部、名古屋ロケーション事業部、技術事業部、タイムキーパー部という部署で事業を行う。
2014年にデジタルマーケティング部という部署が新設。2015年に動画配信サービス「極東TV」を開設。

## グループ会社
- RELAXATION SPACE ダンケン
- (株)エフイーティーブイ(FETV)
- (株)FEアーキテクト
- The Far Eastern Entertainment America,inc.
- (有)インタービット
- (株)エスユー(SU)
- (株)エフイーファシリティーズ
- (株)クーボ
- 杭州極創東影文化發展有限公司

台湾
- 極東娯樂製作有限公司

### FEエンタテインメント
2015年12月に設立した芸能プロダクション。

#### 所属タレント
- ナンシー - 台湾・高雄市出身。